# روت گرگوری
روت گرگوری (انگلیسی: Ruth Gregory؛ زادهٔ) ریاضی‌دانان اهل بریتانیا و از دانش‌آموختگان ترینیتی کالج، کمبریج است.